# Altkatholische Kirche in Tschechien
| Altkatholische Kirche in Tschechien | Altkatholische Kirche in Tschechien |
| ----------------------------------- | ----------------------------------- |
|                                     |                                     |
| Basisdaten                          |                                     |
| Fläche:                             | 78.864 km²                          |
| Mitgliedschaft:                     | Utrechter Union                     |
| Bischof:                            | Pavel Benedikt Stránský             |
| Priester:                           | 22                                  |
| Seelsorger:                         | 16                                  |
| Pfarrgemeinden:                     | 16                                  |
| Altkatholiken:                      | 2.700                               |
| Kathedralkirche:                    | St. Laurentius (Prag)               |
| Konkathedrale:                      | Verwandlung Christi (Warnsdorf)     |
| Offizielle Website:                 | www.starokatolici.cz                |

Die Altkatholische Kirche in der Tschechischen Republik (Starokatolická církev v České republice) ist eine selbständige Mitgliedskirche der Utrechter Union der Altkatholischen Kirchen.

## Geschichte

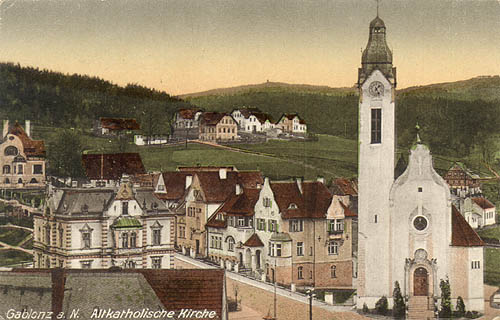
Die Altkatholische Kirche in Gablonz, heute Jablonec nad Nisou.

Die altkatholische Kirche in Tschechien hat ihre Ursprünge in der Altkatholischen Kirche Österreich-Ungarns, deren Nachfolgerin auf dem Gebiet der Republik Österreich die Altkatholische Kirche Österreichs ist. Mit dem Bistum Warnsdorf bildete sie einen eigenen Jurisdiktionsbereich für die altkatholischen Deutschböhmen, deren Zentrum in Warnsdorf in Nordböhmen lag.
Nach der Vertreibung der Deutschböhmen wurde der Sitz der Kirchenleitung nach Prag verlegt. Die heutige tschechische altkatholische Nationalkirche entstand nach der Teilung der Tschechoslowakei. In Prag befindet sich das Ordinariat sowie die Kathedralkirche sv. Vavřince na Petříně (deutsch: Lorenzkirche). Die altkatholische Kirche in Warnsdorf wurde Ende der 1990er Jahre zur Konkathedrale bestimmt.

## Gegenwart
An der Spitze der Kirche steht Bischof Pavel Benedikt Stránský, der das Bistum mit einem zehnköpfigen Synodalrat leitet. Im Jahr 2001 war sie Gastgeberin des ersten Altkatholikenkongresses in einem Land des ehemaligen Ostblocks. Im Herbst 2003 empfing die erste Frau in ihrer Geschichte die Diakonatsweihe.

## Bischöfe
- Miloš Čech (Administrator)
- 1922–1946 Alois Pašek
- V. J. Ráb (Administrator)
- 1968–1991 Augustin Podolák
- 1991–2016 Dušan Hejbal
- 2016–0 Pavel Benedikt Stránský